# العلاقات السلوفاكية الهايتية
العلاقات السلوفاكية الهايتية هي العلاقات الثنائية التي تجمع بين سلوفاكيا وهايتي.

## مقارنة بين البلدين
هذه مقارنة عامة ومرجعية للدولتين:
| وجه المقارنة                                              | سلوفاكيا                                                       | هايتي                                |
| --------------------------------------------------------- | -------------------------------------------------------------- | ------------------------------------ |
| المساحة (كم2)                                             | 49.03 ألف                                                      | 27.75 ألف                            |
| عدد السكان (نسمة)                                         | 5.44 مليون                                                     | 10.98 مليون                          |
| الكثافة السكانية (ن./كم²)                                 | 110.95                                                         | 395.68                               |
| العاصمة                                                   | براتيسلافا                                                     | بورت أو برانس                        |
| اللغة الرسمية                                             | اللغة السلوفاكية                                               | لغة فرنسية، اللغة الكريولية الهايتية |
| العملة                                                    | كرونة سلوفاكية، يورو                                           | جوردة هايتية                         |
| الناتج المحلي الإجمالي (بليون دولار)                      | 95.77 مليار                                                    | 8.41 مليار                           |
| الناتج المحلي الإجمالي (تعادل القوة الشرائية) بليون دولار | 162.34 مليار                                                   | 18.82 مليار                          |
| الناتج المحلي الإجمالي الاسمي للفرد دولار أمريكي          | 16.09 ألف                                                      | 818                                  |
| الناتج المحلي الإجمالي للفرد دولار أمريكي                 | 30.46 ألف                                                      | 1.73 ألف                             |
| مؤشر التنمية البشرية                                      | 0.844                                                          | 0.483                                |
| رمز المكالمات الدولي                                      | +421                                                           | +509                                 |
| رمز الإنترنت                                              | .sk                                                            | .ht                                  |
| المنطقة الزمنية                                           | توقيت وسط أوروبا، ت ع م+01:00، ت ع م+02:00، أوروبا/براتيسلافا ‏ | 00                                   |

## منظمات دولية مشتركة
يشترك البلدان في عضوية مجموعة من المنظمات الدولية، منها:
| علم المنظمة | اسم المنظمة                               | تاريخ انضمام سلوفاكيا | تاريخ انضمام هايتي |
| ----------- | ----------------------------------------- | --------------------- | ------------------ |
|             | مؤسسة التنمية الدولية                     | 1993                  | 13 يونيو 1961      |
|             | يونسكو                                    | 9 فبراير 1993         | 18 نوفمبر 1946     |
|             | وكالة ضمان الاستثمار متعدد الأطراف        | 1993                  | 11 ديسمبر 1996     |
|             | الأمم المتحدة                             | 19 يناير 1993         | 24 أكتوبر 1945     |
|             | الاتحاد البريدي العالمي                   | ?                     | ?                  |
|             | البنك الدولي للإنشاء والتعمير             | 1993                  | 8 سبتمبر 1953      |
|             | الاتحاد الدولي للاتصالات                  | 23 فبراير 1993        | 10 أكتوبر 1927     |
|             | منظمة حظر الأسلحة الكيميائية              | ?                     | ?                  |
|             | مؤسسة التمويل الدولية                     | 1993                  | 20 يوليو 1956      |
|             | المركز الدولي لتسوية المنازعات الاستشارية | 26 يونيو 1994         | 26 نوفمبر 2009     |
|             | منظمة التجارة العالمية                    | ?                     | ?                  |
|             | منظمة الشرطة الجنائية الدولية             | ?                     | ?                  |

## وصلات خارجية
- موقع وزارة الخارجية السلوفاكية
- موقع وزارة الخارجية الهايتية